# Boon jezik
Boon jezik (af-boon; ISO 639-3: bnl), gotovo izumrli istočnokušitski jezik kojim govori danas svega nekoliko desetina starijih ljudi u somalijskoj regiji (gobolka) Jubbada Dhexe (Središnja Juba) u distriktu Jilib; 59 (2000).

## Vanjske poveznice
- Ethnologue (14th)
- Ethnologue (15th)